# Орлов, Александр Анфимович
Алекса́ндр Анфи́мович Орло́в (ок. 1787, Владимирское наместничество — 1840) — русский писатель, сам себя называвший «народным» и написавший множество романов, из которых многие выдержали по нескольку изданий.

## Биография и творчество
Родился около 1787 года в селе Махра, Александровского уезда Владимирского наместиничества (ныне — село в Александровском районе, Владимирской области). Воспитывался в семье деда по матери, священника Николая Ильича Орлова, после смерти которого был отдан в Троицкую лаврскую семинарию.
По окончании курса в семинарии, с 1814 года посещал лекции в Московском университете, на словесном отделении. По недостатку денежных средств временно оставил обучение и сказавшись больным уехал «за четыреста с лишним вёрст от Москвы учителем в имение богатого помещика». В результате его обучение в университете растянулось на семь лет, причём окончил он кандидатом нравственно-политическое отделение. Прослужив несколько лет в Московской уголовной палате в чине коллежского секретаря вышел в отставку. 
Отсутствие средств заставляло его, в поисках за более или менее сносным местом службы, часто переезжать из Москвы в Петербург и обратно; но ни по службе, ни в литературе Орлов успеха не имел, равно как не вышел из крайней бедности, в которой и умер в марте 1840 года в Мариинской больнице для бедных.
Наибольшую известность в литературных кругах он получил как автор серии пародий, написанных на романы Фаддея Булгарина «Иван Выжигин» и «Петр Иванович Выжигин». Ксенофонт Полевой называет Орлова «пошлым писакой, издающим отвратительные брошюрки под разными циническими заглавиями». Переписку Пушкина с Орловым Ксенофонт Полевой объясняет тем, что поэту нравилось подстрекать Орлова к разным выходкам против Булгарина и Николая Полевого. Обиженные противники Пушкина видели во всём этом козни поэта; Булгарин не мог простить Пушкину того, что он ставил Орлова выше его.
Орлов стал также «составителем едва ли не первого московского некрополя»; он собрал наиболее примечательные стихотворные надписи, украшавшие могильные памятники на московских кладбищах: Ваганьковском, Дорогомиловском, Пятницком, а также «Донского, Даниловского, Симонова, Спасо-Андрониевского, Девичьего и Спасо-Нового монастырей».